# Kamerun na Letnich Igrzyskach Olimpijskich Młodzieży 2010
Kamerun na Letnich Igrzyskach Olimpijskich Młodzieży 2010 w Singapurze reprezentowało 6 sportowców w 5 dyscyplinach.

## Skład kadry

### Judo
- Myriam Ghekap - kategoria do 58 kg - 6 miejsce

### Kajakarstwo
- Dikongue Dipoko

### Lekkoatletyka
- Romuald Adzaba Ngawessi - bieg na 100 m - 17 miejsce w finale

### Pływanie
- Landry Ndjemen Touka
  - 50 m st. dowolnym - 47 miejsce w kwalifikacjach
- Dahirou Zoubaydat
  - 50 m st. dowolnym - 61 miejsce w kwalifikacjach

### Podnoszenie ciężarów
- Myriam Ghekap - kategoria do 58 kg - 6 miejsce